# BSG Post Berlin

Logo der BSG Post Berlin

Die BSG Post Berlin war eine Betriebssportgemeinschaft aus dem Ostteil Berlins.

## Geschichte
Die BSG entstand nach dem Zweiten Weltkrieg im Ostteil Berlins im Januar 1951 aus den dortigen Überbleibseln des 1924 gegründeten Post SV Berlin. Wie auch im Westteil der Stadt war im Osten die landesweite Post Hauptunterstützer des Vereins. Erfolge feierte der Verein vor allem im Badminton, Kanusport, Radsport, Rugby Union, Schwimmen, Ski Alpin und Segeln. Nach der Wiedervereinigung Deutschlands schlossen sich auch die Postsportvereine aus Ost- und West-Berlin wieder zusammen.

## Sektionen

### Badminton
Im Badminton war Post einer der erfolgreichsten Vereine der DDR in den 1960er Jahren. Aufgrund einer fehlenden Nachwuchsmannschaft wurde der Mannschaftsmeister von 1961 jedoch aus der höchsten Spielklasse zurückgestuft. Erst Mitte der 1980er Jahre begann bei Post im Badminton wieder eine erfolgreiche Nachwuchsarbeit.
| Saison    | Veranstaltung                                    | Disziplin    | Platz | Name |
| --------- | ------------------------------------------------ | ------------ | ----- | --- |
| 1960/1961 | DDR-Einzelmeisterschaft                          | Herreneinzel | 3     | Uwe Trettin (Post Berlin) |
| 1960/1961 | DDR-Einzelmeisterschaft                          | Herrendoppel | 3     | Helmut Standfuß / Günther Beier (Post Berlin) |
| 1960/1961 | DDR-Einzelmeisterschaft                          | Damendoppel  | 3     | Elke Trettin / Karin Füller (Post Berlin / EBT Berlin)                                                                                                 |
| 1960/1961 | DDR-Einzelmeisterschaft                          | Mixed        | 2     | Helmut Standfuß / Ruth Preuß (Post Berlin) |
| 1960/1961 | DDR-Einzelmeisterschaft                          | Dameneinzel  | 2     | Ruth Preuß (Post Berlin) |
| 1960/1961 | Silberner Federball                              | Herreneinzel | 2     | Helmut Standfuß (Post Berlin) |
| 1960/1961 | DDR-Mannschaftsmeisterschaft                     | Mannschaft   | 1     | Post Berlin (Helmut Standfuß, Günter Beier, Detlef Paul, Karl Beier, Ullrich Dücker, Uwe Trettin, Elke Trettin, Ruth Preuß)                            |
| 1960/1961 | DDR-Einzelmeisterschaft                          | Damendoppel  | 1     | Rita Gerschner / Ruth Preuß (Traktor Hilbersdorf / Post Berlin)                                                                                        |
| 1961/1962 | DDR-Einzelmeisterschaft                          | Dameneinzel  | 2     | Ruth Preuß (Post Berlin) |
| 1961/1962 | DDR-Einzelmeisterschaft AK 16/17                 | Herrendoppel | 2     | Klaus Basdorf / Gerd Pigola (Post Berlin / Traktor Doberlug-Kirchhain)                                                                                 |
| 1961/1962 | DDR-Mannschaftsmeisterschaft                     | Mannschaft   | 2     | Post Berlin (Helmut Standfuß, Hartmut Münch, Uwe Trettin, Günter Beier, Karl Beier, Detlef Paul, Gisela Müller, Ruth Preuß)                            |
| 1961/1962 | DDR-Einzelmeisterschaft                          | Herrendoppel | 1     | Uwe Trettin / Hartmut Münch (Post Berlin) |
| 1961/1962 | DDR-Einzelmeisterschaft                          | Damendoppel  | 2     | Ruth Preuß / Gisela Müller (Post Berlin) |
| 1961/1962 | Silberner Federball                              | Herreneinzel | 2     | Hartmut Münch (Post Berlin) |
| 1961/1962 | DDR: Internationales Federballturnier in Tröbitz | Herrendoppel | 3     | Uwe Trettin / Hartmut Münch (Post Berlin) |
| 1961/1962 | DDR-Bestenermittlung AK 12/13                    | Herrendoppel | 3     | Lothar Diehr / Fritz Bennewitz (EBT Berlin / Post Berlin)                                                                                              |
| 1962/1963 | Silberner Federball                              | Mixed        | 1     | Helmut Standfuß / Ruth Preuß (Post Berlin) |
| 1962/1963 | DDR: Internationales Federballturnier in Tröbitz | Herreneinzel | 3     | Hartmut Münch (Post Berlin) |
| 1962/1963 | DDR: Internationales Federballturnier in Tröbitz | Dameneinzel  | 2     | Ruth Preuß (Post Berlin) |
| 1962/1963 | DDR: Internationales Federballturnier in Tröbitz | Herrendoppel | 3     | Helmut Standfuß / Hartmut Münch (Post Berlin) |
| 1962/1963 | DDR-Einzelmeisterschaft                          | Damendoppel  | 3     | Gaby Stiegel / Ruth Preuß (Post Berlin) |
| 1962/1963 | DDR-Einzelmeisterschaft                          | Herreneinzel | 3     | Hartmut Münch (Post Berlin) |
| 1962/1963 | Silberner Federball                              | Herreneinzel | 1     | Hartmut Münch (Post Berlin) |
| 1962/1963 | DDR-Einzelmeisterschaft                          | Mixed        | 2     | Helmut Standfuß / Ruth Preuß (Post Berlin) |
| 1962/1963 | DDR-Seniorenmeisterschaft AK I                   | Herrendoppel | 2     | Horst Briesemeister / Gisela Thomasch (Motor Köpenick / Post Berlin)                                                                                   |
| 1962/1963 | DDR-Mannschaftsmeisterschaft                     | Mannschaft   | 2     | Post Berlin (Helmut Standfuß, Günter Beier, Uwe Trettin, Hartmut Münch, Klaus Basdorf, Peter, Gisela Müller, Gaby Stiegel, Ruth Preuß, Gitte Standfuß) |
| 1962/1963 | DDR-Einzelmeisterschaft                          | Dameneinzel  | 2     | Ruth Preuß (Post Berlin) |
| 1962/1963 | Silberner Federball                              | Dameneinzel  | 1     | Ruth Preuß (Post Berlin) |
| 1962/1963 | DDR-Einzelmeisterschaft                          | Herrendoppel | 2     | Klaus Basdorf / Hartmut Münch (Post Berlin) |
| 1963/1964 | DDR-Mannschaftsmeisterschaft                     | Mannschaft   | 2     | Post Berlin (Klaus Basdorf, Hartmut Münch, Günter Beier, Detlef Paul, Lorenz, Werner Zock, Ruth Preuß, Jutta Benzmann, Gisela Müller, Gitte Standfuß)  |
| 1963/1964 | DDR-Einzelmeisterschaft                          | Herrendoppel | 2     | Hartmut Münch / Klaus Basdorf (Post Berlin) |
| 1963/1964 | DDR-Einzelmeisterschaft                          | Dameneinzel  | 2     | Ruth Preuß (Post Berlin) |
| 1963/1964 | Silberner Federball                              | Herreneinzel | 1     | Hartmut Münch (Post Berlin) |
| 1963/1964 | Silberner Federball                              | Dameneinzel  | 2     | Jutta Benzmann (Post Berlin) |
| 1963/1964 | DDR-Einzelmeisterschaft                          | Damendoppel  | 2     | Ruth Preuß / Jutta Benzmann (Post Berlin) |
| 1963/1964 | DDR-Einzelmeisterschaft                          | Herreneinzel | 3     | Klaus Basdorf (Post Berlin) |
| 1963/1964 | DDR: Internationales Federballturnier in Tröbitz | Dameneinzel  | 2     | Ruth Preuß (Post Berlin) |
| 1963/1964 | DDR-Einzelmeisterschaft                          | Mixed        | 3     | Hartmut Münch / Ruth Preuß (Post Berlin) |
| 1963/1964 | Silberner Federball                              | Herreneinzel | 3     | Klaus Basdorf (Post Berlin) |
| 1964/1965 | Silberner Federball                              | Dameneinzel  | 2     | Ruth Preuß (Post Berlin) |
| 1964/1965 | DDR-Einzelmeisterschaft                          | Mixed        | 3     | Klaus Basdorf / Elke Lein (Post Berlin / Motor IFA Karl-Marx-Stadt)                                                                                    |
| 1964/1965 | DDR-Einzelmeisterschaft                          | Herrendoppel | 3     | Klaus Basdorf / Joachim Schimpke (Post Berlin / Motor IFA Karl-Marx-Stadt)                                                                             |
| 1964/1965 | DDR-Mannschaftsmeisterschaft                     | Mannschaft   | 3     | Post Berlin (Klaus Basdorf, Peter Richter, Hartmut Münch, Günter Leschke, Günter Beier, Uwe Trettin, Ruth Preuß, Jutta Benzmann, Gisela Müller)        |
| 1965/1966 | DDR: Internationales Federballturnier in Tröbitz | Damendoppel  | 3     | Ruth Preuß / Beate Herbst (Post Berlin / DHfK Leipzig)                                                                                                 |
| 1965/1966 | DDR: Internationales Federballturnier in Tröbitz | Dameneinzel  | 3     | Ruth Preuß (Post Berlin) |
| 1965/1966 | Silberner Federball                              | Mixed        | 1     | Klaus Basdorf / Ruth Preuß (Post Berlin) |
| 1965/1966 | Silberner Federball                              | Dameneinzel  | 1     | Ruth Preuß (Post Berlin) |
| 1965/1966 | DDR-Einzelmeisterschaft                          | Dameneinzel  | 2     | Ruth Preuß (Post Berlin) |
| 1965/1966 | DDR-Einzelmeisterschaft                          | Damendoppel  | 2     | Ruth Preuß / Beate Herbst (Post Berlin / DHfK Leipzig)                                                                                                 |
| 1966/1967 | Silberner Federball                              | Mixed        | 3     | Klaus Basdorf / Ruth Preuß (Post Berlin / Einheit Kyritz)                                                                                              |

### Kanu
| Saison | Veranstaltung     | Disziplin            | Platz | Name         |
| ------ | ----------------- | -------------------- | ----- | ------------ |
| 1955   | DDR-Meisterschaft | Herren 10.000 m K II | 1     | Holdak/Brand |

### Radsport
| Saison | Veranstaltung     | Disziplin                | Platz | Name        |
| ------ | ----------------- | ------------------------ | ----- | ----------- |
| 1953   | DDR-Meisterschaft | Straße 100 km Mannschaft | 2     | Post Berlin |
| 1968   | DDR-Meisterschaft | Straße 100 km Mannschaft | 2     | Post Berlin |
| 1970   | DDR-Meisterschaft | Straße 100 km Mannschaft | 2     | Post Berlin |

### Segeln
| Saison | Veranstaltung     | Disziplin         | Platz | Name              |
| ------ | ----------------- | ----------------- | ----- | ----------------- |
| 1980   | DDR-Meisterschaft | Olympia-Jolle     | 1     | Peter Lippert     |
| 1987   | DDR-Meisterschaft | Olympia-Jolle     | 1     | Peter Lippert     |
| 1988   | DDR-Meisterschaft | 420er Jolle Damen | 1     | Emonds/Bodenstein |
| 1988   | DDR-Meisterschaft | Olympia-Jolle     | 1     | Peter Lippert     |

### Rugby
Die BSG Post Berlin war eine von relativ wenigen Betriebssportgemeinschaften, bei der es eine Sektion Rugby gab. Die erste Mannschaft spielte in der Oberliga, der höchsten Spielklasse. In den 1980er Jahren war Post eine Spitzenmannschaft in der DDR. So gewann man zwischen 1984 und 1988 fünfmal in Folge auf den dritten Tabellenplatz in der Meisterschaft. In den beiden Jahren 1989 und 1990 wurde die Mannschaft Vizemeister. Mindestens viermal stand die Betriebssportgemeinschaft im Finale um den Pokal des Deutschen Rugby-Sportverbandes, verlor aber alle Spiele. Meisterschaften und Pokalsiege konnte der Verein jedoch im Nachwuchsbereich feiern, wo die BSG Post Berlin in den 1980er Jahren einer der erfolgreichsten Vereine war. So gewannen Berliner Nachwuchssportler mindestens 13 Meisterschaften. Nachdem die Postsportvereine Berlins 1990 fusionierten gab es zunächst weiterhin die Sektion Rugby, die sich jedoch schließlich 2003 als RK 03 Berlin aus dem Verein ausgründete.

### Ski Alpin
| Saison | Veranstaltung     | Disziplin          | Platz | Name            |
| ------ | ----------------- | ------------------ | ----- | --------------- |
| 1953   | DDR-Meisterschaft | Alpine Kombination | 1     | Heinz Schmiedel |